# Jüdischer Friedhof (Kjustendil)
Koordinaten: 42° 16′ 50,5″ N, 22° 39′ 10,1″ O

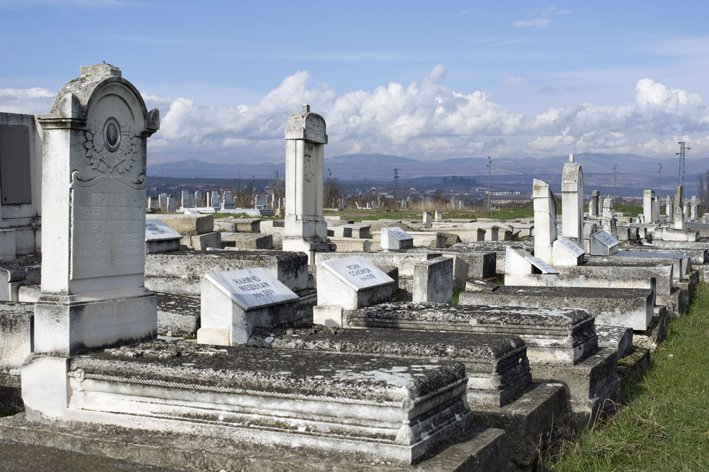
Jüdischer Friedhof Kjustendil (2011)

Der Jüdische Friedhof Kjustendil liegt in der Stadt Kjustendil in der gleichnamigen Oblast in Westbulgarien. Auf dem jüdischen Friedhof westlich der Kernstadt Kjustendil und westlich der Nationalstraße 6 sind zahlreiche Grabsteine erhalten.